# Invasion française de la Normandie
Batailles
Bataille de Mirebeau
Siège de Château-Gaillard
Siège de Rouen
L'invasion française de la Normandie est une campagne militaire de 1202 à 1204 pour la conquête de la Normandie. Elle oppose principalement le royaume d'Angleterre au royaume de France.
Cette campagne se solda par l'annexion des territoires anglo-angevins de Normandie par le roi Philippe Auguste, suite au siège de Château Gaillard et une victoire de la France. Cette campagne marque également la fin de « trois cents ans de domination normande sur le nord-ouest de la France, tout en y assurant l’hégémonie de la monarchie capétienne ».
« En l’espace de trois saisons de campagne, Philippe Auguste pénétra les défenses normandes qui résistaient aux invasions françaises depuis plus de cent cinquante ans et assujettit l’ensemble de ce territoire, château par château et ville par ville ».
La lutte pour le contrôle de la Normandie reprend neuf ans plus tard et se conclut par la bataille de Bouvines en 1214.

## Contexte
Après la mort de Richard Coeur de Lion, roi d'Angleterre, à Châlus, le 6 avril 1199, sans héritier légitime, deux nobles prétendaient au trône de l'Empire angevin (qui comprend notamment toute la partie ouest de la France) : d'un côté, Jean, le frère du défunt roi, dont la prétention reposait sur le fait d'être le seul fils survivant d'Henri II d'Angleterre, et de l'autre Arthur Ier de Bretagne, qui revendiquait le trône en tant que fils de Geoffroy II de Bretagne, décédé en 1186, frère cadet de Richard et frère ainé de Jean.
Bien que Richard semblait avoir reconnu Jean comme son héritiger légitime dans les dernières années avant sa mort, le droit médiéval donnait peu d'indications sur la manière dont les revendications concurrentes devaient être tranchées. Cette affaire juridique était d'autant moins évidente que la loi normande favorisait Jean en tant que fils du roi Henri II, tandis que la loi angevine favorisait Arthur en tant que descendant de l'aîné de Jean.
Le choix, qui revint à la reine Aliénor d'Aquitaine, fut celui de Jean, soutenu par la majeure partie de la noblesse anglaise et normande, qui est finalement couronné roi d'Angleterre et duc de Normandie à l'abbaye de Westminster le 27 mai 1199.
Soutenu par les nobles d'Anjou, du Maine et de Touraine, qui refusent cette situation en évoquant le droit angevin,, Arthur se met sous la garde du roi de France Philippe Auguste, seigneur de Jean Sans Terre en tant que comte. Alors que Jean Sans Terre adopte une position défensive le long des frontières Est et Sud de la Normandie , il renouvelle également des alliances avec le comte Baudoin IX de Flandres et Renaud de Boulogne, anciennement conclues avec Richard, afin de se protéger. Aussi, il incite le sénéchal d'Anjou, Guillaume des Roches, à changer de camp et à se rallier à lui.
Une période de trêve s'ensuivit et fut négocié le traité du Goulet, en mai 1200, qui marquait la paix entre Philippe II et Jean Sans Terre. Par ce traité, Philippe reconnaissait par ailleurs Jean comme l'héritier légitime de Richard sur ses possessions françaises, abandonnant ainsi les revendications d'Arthur qui fut contraint de présenter l'hommage. En échange, Jean abandonne la politique des alliances qui entendaient contenir le roi de France et reconnaît ce dernier comme son seigneur sur ses possessions françaises.
Cette paix ne dura cependant que deux ans. En effet, en août 1200, Jean Sans Terre décide d'abandonner son épouse, Isabelle, comtesse de Gloucester, et d'épouser Isabelle d'Angoulême. Selon les chroniqueurs contemporains, Jean serait tombé profondément amoureux de cette dernière mais, d'autre part, les terres d'Angoumois acquises avec son second mariage constituaient une voie de communication essentielle et stratégie entre le Poitou et la Gascogne et renforçait son emprise sur l'Aquitaine. Isabelle était toutefois déjà fiancée à Hugues de Lusignan, membre important d'une famille noble du Poitou et frère de Raoul de Lusignan, comte d'Eu, qui possédait des terres le long de la frontière orientale de la Normandie. Ainsi le mariage entre Jean et Isabelle mençait les intérêts des Lusignan dont les propres terres constituaient alors la route principale pour les marchandises et les troupes royales à travers l'Aquitaine. La Maison de Lusignan se révolta contre Jean, un soulèvement qui fut cependant écrasé par ce dernier. En réaction, la Maison de Lusignan fit appel au seigeur de Jean, en tant que comte de Poitou, le roi de France, qui le convoqua à Paris en 1202.
Cependant, Jean refusa de répondre à cette convocation, arguant notamment qu'il jouissait d'un privilège spécial, en tant que duc de Normandie, qui lui permettait d'être exempté d'une telle convocation. En réponse, Philippe, déterminé à diviser les territoires angevins, déclara Jean félon et prononça la commise du fief, réattribua ses terres françaises à Arthur - à l'exception de la Normandie qu'il conserva - et entra en guerre contre Jean Sans Terre.
Arthur et les Lusignan se joignirent à la campagne militaire. Âgé de 15 ans, Arthur est chargé d'aller s'emparer des territoires - l'Anjou, le Maine, la Touraine et le Poitou - que le roi vient de lui attribuer.

## Déroulé
Le territoire occupé par Jean se caractérisait par un important potentiel défensif, dû à la présence de châteaux, comme Château Gaillard, établis à des points stratégiques, et construits et entretenus à grands frais. Cette situation rendait difficile pour un potentiel envahisseur d'y avancer sans avoir capturé ces fortifications qui ralentissent la progression de toute armée.
Ce n'est qu'après la Bataille de Mirebeau en 1202, qui fut une victoire anglaise, et lors de laquelle Arthur de Bretagne est capturé, que Philippe II commence à avancer sur l'armée anglaise et à assigérer les châteaux qui constituaient les lignes de défense. À l'issue du siège de Château Gaillard, qui dura entre 1203 et 1204, la ligne de défense anglo-normande est anhéantie. Le siège de Rouen qui s'ensuit et la reddition de la ville marque la victoire définitive du roi de France et l'annexion des posessions anglaises dans le nord-ouest de la France au domaine royal.